# جائحة فيروس كورونا في جبل طارق
توثق هذه المقالة آثار جائحة فيروس كورونا 2019-2020 (كوفيد-19) في إقليم جبل طارق التابع للمملكة المتحدة. والتي قد لا تشمل جميع الاستجابات والإجراءات الرئيسية الحالية.

## خلفية
في 12 يناير، أكدت منظمة الصحة العالمية (WHO) أن فيروس تاجي جديد كان سببًا لمرض تنفسي لمجموعة من الأشخاص في مدينة ووهان، مقاطعة خوبي، الصين، والذين كانوا قد لفتوا انتباه منظمة الصحة العالمية في البداية في 31 ديسمبر 2019. تم ربط هذه المجموعة في البداية بسوق هوانان للمأكولات البحرية بالجملة في مدينة ووهان. ومع ذلك، فإن بعض الحالات الأولى التي أظهرت نتائج مختبرية لا صلة لها بالسوق، فمصدر الوباء غير معروف.
على عكس السارس لعام 2003 ، كانت معدل إماتة الحالات لـ كوفيد-19  أقل بكثير، لكن انتقال العدوى كان أكبر بكثير، مع إجمالي عدد القتلى. عادة ما يظهر كوفيد-19 في حوالي سبعة أيام بأعراض شبيهة بالإنفلونزا يُظهرها بعض الأشخاص حيث تتطور إلى أعراض الالتهاب الرئوي الفيروسي الذي يتطلب الدخول إلى المستشفى. اعتبارًا من 19 مارس، أصبح كوفيد-19 يُصنف على أنه «مرض معدي عالي الأثر».

## الجدول الزمني
في 4 مارس 2020، أُكدت الحالة الأولى. كان المصاب شخصًا سافر من شمال إيطاليا عبر مطار مالقة. كان المريض في عزلة ذاتية.
في 7 مارس 2020، كانت نتائج اختبار المريض سلبية وسمح له بإنهاء العزلة الذاتية.
وفي هذه المرحلة، كان هناك 63 شخصاً آخر في جبل طارق منعزلين ذاتيًا، واحدة من الحالات الإيجابية كانت عضوا في هيئة الخدمات السكنية لكبار السن في جبل الفيرنيا.